# Jabłuczne (obwód sumski)
Jabłuczne (ukr. Яблучне) – wieś na Ukrainie, w obwodzie sumskim, w rejonie ochtyrskim. W 2001 liczyła 1135 mieszkańców, spośród których 1101 wskazało jako ojczysty język ukraiński, 32 rosyjski, a 2 białoruski.

## Urodzeni
- Andriej Czikatiło